# Safe and Sound (chanson de Capital Cities)
Safe and Sound est une chanson du groupe d'electro-pop américain Capital Cities, extraite de l'EP Capital Cities et sortie en single le 6 janvier 2011.
Le morceau connut un succès d'envergure internationale lors de la sortie de l'album du duo en 2013, alors que lors de sa sortie en single plusieurs années auparavant le titre était passé inaperçu.
Le titre se classa 8e du classement américain Billboard Hot 100, et reçut de nombreuses critiques élogieuses venant du monde entier[réf. nécessaire].
Il fut nommé dans la catégorie Meilleure chanson mondiale aux World Music Awards de 2014, et le clip dans la catégorie Meilleur clip vidéo aux Grammy Awards de 2014. En décembre 2024, le clip vidéo sur YouTube a accumulé plus de 800 millions de vues.
L'ascension de la chanson sera symbolisée par la présence dans la soundtrack du jeu de football FIFA 14 et étant aussi présente dans le jeu Just Dance 2014, sponsorisée par Garnier, exclusivement en région NTSC.

## Classements
| Classement (2012/14)                    | Meilleure position |
| --------------------------------------- | ------------------ |
| Allemagne (Media Control AG)            | 1                  |
| Australie (ARIA)                        | 16                 |
| Autriche (Ö3 Austria Top 40)            | 2                  |
| Belgique (Flandre Ultratop 50 Singles)  | 28                 |
| Belgique (Wallonie Ultratop 50 Singles) | 26                 |
| Canada (Canadian Hot 100)               | 5                  |
| Danemark (Tracklisten)                  | 18                 |
| Espagne (PROMUSICAE)                    | 15                 |
| États-Unis (Billboard Hot 100)          | 8                  |
| États-Unis (Hot Rock Songs)             | 2                  |
| États-Unis (Rock Airplay)               | 2                  |
| États-Unis (Adult Alternative Songs)    | 3                  |
| États-Unis (Adult Contemporary)         | 11                 |
| États-Unis (Adult Top 40)               | 2                  |
| États-Unis (Alternative Songs)          | 1                  |
| États-Unis (Dance/Mix Show Airplay)     | 9                  |
| États-Unis (Hot Dance Club Songs)       | 32                 |
| États-Unis (Top 40 Mainstream)          | 2                  |
| États-Unis (Rhythmic Songs)             | 33                 |
| Finlande (Suomen virallinen lista)      | 31                 |
| France (SNEP)                           | 15                 |
| Hongrie (Rádiós Top 40)                 | 33                 |
| Irlande (IRMA)                          | 13                 |
| Italie (FIMI)                           | 4                  |
| Japon (Hot 100)                         | 61                 |
| Mexique (Billboard)                     | 1                  |
| Pays-Bas (Nederlandse Top 40)           | 29                 |
| Pologne (ZPAV)                          | 3                  |
| Suède (Sverigetopplistan)               | 37                 |
| Suisse (Schweizer Hitparade)            | 8                  |
| Royaume-Uni (UK Singles Chart)          | 42                 |
| Venezuela (Record Report)               | 1                  |

## Récompenses
| Année | Récompense             | Catégorie                      | Résultat   |
| ----- | ---------------------- | ------------------------------ | ---------- |
| 2013  | MTV Video Music Awards | Meilleurs effets visuels       | Lauréat    |
| 2013  | MTV Video Music Awards | Meilleure direction artistique | Nomination |
| 2014  | Grammy Awards          | Meilleur clip vidéo            | Nomination |
| 2014  | World Music Awards     | Meilleur chanson               | Nomination |
| 2014  | World Music Awards     | Meilleur clip vidéo            | Nomination |
| 2014  | Billboard Music Awards | Meilleure chanson Rock         | Nomination |